# Cephaleta
Cephaleta is een geslacht van vliesvleugeligen uit de familie Pteromalidae. De wetenschappelijke naam van dit geslacht is voor het eerst geldig gepubliceerd in 1859 door Motschulsky.

## Soorten
Het geslacht Cephaleta omvat de volgende soorten:
- Cephaleta australiensis (Howard, 1896)
- Cephaleta brasiliensis (De Santis, 1963)
- Cephaleta brunniventris Motschulsky, 1859
- Cephaleta elongata Sureshan, Dhanya, Bijoy & Ramesh Kumar, 2011
- Cephaleta habibi (Fatima & Khan, 1997)
- Cephaleta nirupama Narendran & Mini, 2000
- Cephaleta tripathii (Kaul, 1974)